# Ukek
Ukek (Tártaro: Ükäk [y`kæk]) foi uma cidade medieval na Horda de Ouro. Fundada provavelmente na década de 1240 ou 1250, localizava-se no médio Volga, próxima a atual Saratov, no estuário do rio Uvekovka. Em 1262 Marco Polo esteve na cidade. Entre as décadas de 1260 a 1360 a cidade passou por um longo período de prosperidade, onde cunhou suas próprias moedas, além de ser um dos maiores centros políticos e comerciais da Horda de Ouro. A cidade foi afetada pela instabilidade política ocasionada pelo Período de Anarquia na Horda de Ouro. Em 1395 a cidade foi arruinada pelas tropas de Tamerlão. Se encontram preservadas as ruínas do palácio, mesquitas, apartamentos e oficinas.

## Ligação externa
- Artigo sobre Ukek no site do museu de arqueologia de Kazan (em inglês)